# Campos de oro del Estado Libre

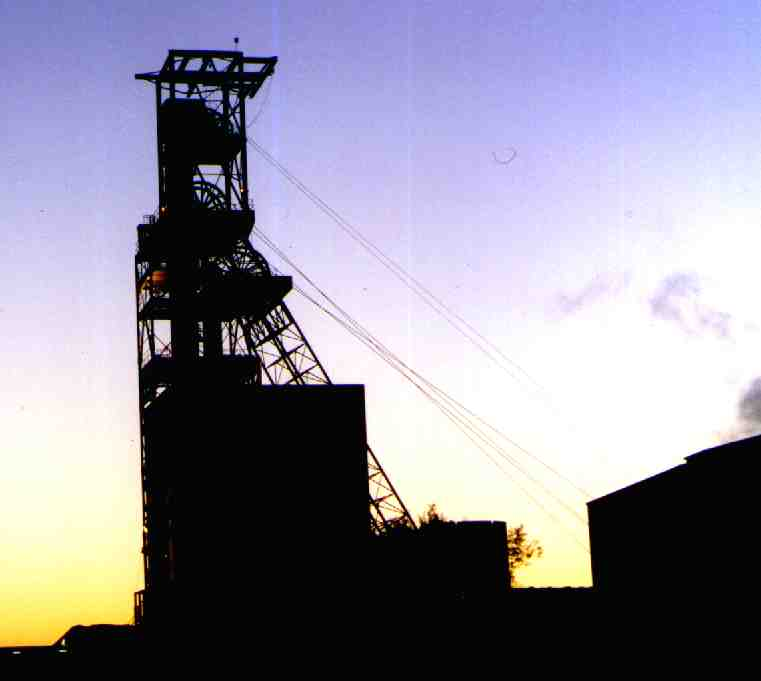
La mina de oro Oryx cerca de Welkom, Sudáfrica

Los campos de oro del Estado Libre comenzaron a explotarse solo después de la Segunda Guerra Mundial a pesar de que se había descubierto la existencia de oro desde 1938. La explotación dio lugar a un mayor desarrollo de la región. 

## Antecedentes
Después del descubrimiento del oro en Witwatersrand durante la década de 1880, los geólogos sabían que el arrecife principal se extendía hacia el este y el oeste, pero la excavación la hicieron a gran profundidad. En ese período, la tecnología para prospectar o extraer a tal profundidad aún no estaba disponible. En la década de 1930, los nuevos métodos de prospección geofísica determinaron que podían descubrirse arrecifes de oro a gran profundidad. Las minas en las áreas de Klerksdorp y Potchefstroom comenzaron a excavarse gracias al éxito de estos nuevos métodos. 

## El Estado Libre
En la década de 1890, el comerciante Gustav Furst tenía una pequeña tienda en la granja Zoeten Inval. Estaba a 13 km de donde se encuentra hoy Odendaalrus. Furst mostró al explorador Archibald Megson una veta de cuarcita. Megson y sus socios, Donaldson y Haines, excavaron un poco y encontraron oro. En volúmenes tan ínfimos que no era atractivo para los inversionistas. Donaldson y Haines llevaron muestras a Londres en el barco Drummond Castle. El 16 de junio de 1896, el barco se hundió en Ushant, señalando el fin de ese proyecto y Furst desapareció del lugar. 
Al comienzo de la década de 1930, Megson logró interesar a Allan Roberts, un geólogo aficionado y técnico dental, en el arrecife y la entrada de la mina. La propiedad de Megson fue comprada por Roberts quien fundó "Wit Extensions" ("Extensiones del Ingenio"). En 1933, Roberts perforó un agujero de 1.263 m cerca del edificio de la granja Aandenk. No produjo nada y la empresa quebró. Este esfuerzo fue seguido por otros, como: Western Holdings y una compañía propiedad de Hans Merensky. 
Con nuevas tecnologías e instrumentos desarrollados por el geólogo húngaro Oscar Weiss, halló una mina en la granja Santa Elena. En abril de 1938 consiguió oro a una profundidad de 737 m. La estimación fue de más de media onza por tonelada de mineral procesado. Desafortunadamente, después estalló la Segunda Guerra Mundial y el trabajo de prospección se detuvo. 
Después de la Segunda Guerra Mundial, varias compañías mineras llegaron a Odendaalsrus y en un año se perforaron más de 50 hoyos. El 16 de abril de 1946 se halló el gran descubrimiento en la granja Geduld. En el agujero trece, un operador de perforación llamado "Lucky" ("el sortario") Hamilton, encontró oro a una profundidad de 1.200 m. La muestra del núcleo de perforación produjo 62 onzas de oro por tonelada de mineral procesado, lo que lo hizo uno de los arrecifes más ricos del mundo. 
Una de las compañías encontró el agujero perforado por Allan Roberts, lo limpió y perforó más profundamente, el mismo arrecife, otros 122 m más.

## Impactos
El descubrimiento del arrecife condujo a la fundación de la ciudad de Welkom y de la ciudad de Riebeeckstad, mientras que ciudades como Odendalsrus, Allanridge y Virginia mostraban un gran crecimiento. El agua era suministrada a la región desde la represa de Vaal y nuevas carreteras y líneas de ferrocarril fueron dispuestas para su servicio. Las minas establecidas fueron: 
- Beatriz
- Erfdeel-Dankbaarheid
- Estado Libre de Geduld
- Jeanette
- Loraine
- Orix
- Presidente Brand
- Presidente Steyn
- Santa Elena
- Welkom
- Western Holdings[cita requerida]

## La región
Las siguientes ciudades son parte de los campos de oro del Estado Libre: 
- Allanridge
- Hennenman
- Odendaalsrus
- Riebeeckstad
- Virginia, Estado Libre
- Welkom